# Quintin Sondergaard
Quintin Sondergaard (11 de enero de 1925—15 de febrero de 1984) fue un actor estadounidense, que trabajó principalmente en la televisión actuando en producciones de género western entre 1957 y 1970. 

## Biografía
De ascendencia danesa, su verdadero nombre era Quentin Charles Sondergaard, y nació en el estado de Washington.
Trabajó como actor de reparto interpretando al "Ayudante Quint" en la serie televisiva Tombstone Territory, junto a Pat Conway, Richard Eastham y Gilman Rankin. Tombstone Territory se emitió entre 1957 y 1959.
Su primer papel ante la pantalla fue el de Rambo en el western de 1951 Badman's Gold, con un elenco de actores poco conocidos.
Otros trabajos de Sondergaard en el género western fueron sus actuaciones en las producciones Shotgun Slade (con Scott Brady), Black Saddle (con Peter Breck), Tales of Wells Fargo (con Dale Robertson), The Deputy (de Henry Fonda y Allen Case), Have Gun - Will Travel (de Richard Boone), Overland Trail (con William Bendix en el episodio de 1960 "West of Boston"), Rawhide (con Clint Eastwood), A Man Called Shenandoah (de Robert Horton), y Hondo (con Ralph Taeger). Fue también invitado en dos ocasiones en Dick Powell's Zane Grey Theater, en los segmentos de 1959 "Trail Incident" y "Heritage", así como en los episodios de la producción de la NBC Wagon Train "The Old Man Charvanaugh Story" (1959) y "The Albert Farnsworth Story" (1960). Además hizo cinco papeles distintos entre 1958 y 1961 en la serie de Gene Barry Bat Masterson, en los capítulos "Double Showdown", "Election Day", "Lady Luck", "Dakota Showdown", y "Episode in Eden".
Sondergaard también actuó en los siguientes programas: Gunsmoke, de la CBS, show protagonizado por James Arness, y en el que actuó entre 1961 y 1962 en los capítulos "Potshot", "Nina's Revenge" y "Catawomper"; The Wild Wild West, serie western de Robert Conrad para la CBS, actuando cuatro veces entre 1966 y 1968 en los episodios "The Night of the Skulls", "The Night of the Surreal McCoy", "The Night of the Cut-Throats", y "The Night of the Headless Woman"; El virginiano, programa de la NBC para el que actuó en siete ocasiones entre 1966 y 1968, en las entregas "The Outcast", "Yesterday's Timepiece", "The Girl on the Pinto", "A Small Taste of Justice", "The Decision", "Image of an Outlaw" y "The Heritage". Además fue Hank en el western de 1960 Five Guns to Tombstone, con Robert Karnes. 
Entre las producciones dramáticas para las cuales trabajó Sondergaard figuran las siguientes: Los Intocables y Ben Casey, de la ABC; Dragnet, de la NBC; Highway Patrol, serie protagonizada por Broderick Crawford. También intervino en la sitcom protagonizada por Fred MacMurray My Three Sons. Las últimas actuaciones televisivas de Sondergaard fueron las que hizo en 1968 y 1970 en el programa de la NBC producido por Jack Webb Adam-12.
Quintin Sondergaard falleció en 1984 en el Condado de Riverside, California. Tenía 59 años de edad. En la época de su muerte vivía en Santa Clarita (California).